# Maraye-en-Othe
Maraye-en-Othe és un municipi francès situat al departament de l'Aube i a la regió del Gran Est. L'any 2007 tenia 504 habitants.

## Habitatges
El 2007 hi havia 271 habitatges, 190 eren l'habitatge principal de la família, 59 eren segones residències i 22 estaven desocupats. 268 eren cases i 2 eren apartaments. Dels 190 habitatges principals, 167 estaven ocupats pels seus propietaris, 13 estaven llogats i ocupats pels llogaters i 9 estaven cedits a títol gratuït; 1 tenia una cambra, 8 en tenien dues, 24 en tenien tres, 49 en tenien quatre i 107 en tenien cinc o més. 148 habitatges disposaven pel capbaix d'una plaça de pàrquing. A 75 habitatges hi havia un automòbil i a 107 n'hi havia dos o més.

## Piràmide de població
La piràmide de població per edats i sexe el 2009 era:
| Homes | Edats   | Dones |
| ----- | ------- | ----- |
| 0     | 95 o +  | 0     |
| 0     | 90 a 94 | 4     |
| 0     | 85 a 89 | 4     |
| 0     | 80 a 84 | 0     |
| 8     | 75 a 79 | 12    |
| 16    | 70 a 74 | 12    |
| 4     | 65 a 69 | 16    |
| 16    | 60 a 64 | 12    |
| 20    | 55 a 59 | 8     |
| 8     | 50 a 54 | 12    |
| 12    | 45 a 49 | 28    |
| 24    | 40 a 44 | 20    |
| 24    | 35 a 39 | 16    |
| 8     | 30 a 34 | 0     |
| 12    | 25 a 29 | 4     |
| 16    | 20 a 24 | 4     |
| 12    | 15 a 19 | 20    |
| 36    | 10 a 14 | 16    |
| 12    | 5 a 9   | 4     |
| 4     | 0 a 4   | 8     |

## Economia
El 2007 la població en edat de treballar era de 325 persones, 253 eren actives i 72 eren inactives. De les 253 persones actives 224 estaven ocupades (130 homes i 94 dones) i 28 estaven aturades (12 homes i 16 dones). De les 72 persones inactives 21 estaven jubilades, 22 estaven estudiant i 29 estaven classificades com a «altres inactius».

### Ingressos
El 2009 a Maraye-en-Othe hi havia 191 unitats fiscals que integraven 487,5 persones, la mediana anual d'ingressos fiscals per persona era de 17.919 €.

### Activitats econòmiques
Dels 14 establiments que hi havia el 2007, 1 era d'una empresa de fabricació d'altres productes industrials, 4 d'empreses de construcció, 2 d'empreses de comerç i reparació d'automòbils, 3 d'empreses d'hostatgeria i restauració, 1 d'una empresa financera, 1 d'una empresa de serveis, 1 d'una entitat de l'administració pública i 1 d'una empresa classificada com a «altres activitats de serveis».
Dels 3 establiments de servei als particulars que hi havia el 2009, 1 era un taller de reparació d'automòbils i de material agrícola, 1 paleta i 1 guixaire pintor.
L'únic establiment comercial que hi havia el 2009 era una botiga d'equipament de la llar.
L'any 2000 a Maraye-en-Othe hi havia 14 explotacions agrícoles que ocupaven un total de 836 hectàrees.

## Equipaments sanitaris i escolars
El 2009 hi havia una escola elemental integrada dins d'un grup escolar amb les comunes properes formant una escola dispersa.

## Poblacions més properes
El següent diagrama mostra les poblacions més properes.